# محمود أباد
محمود أباد (بالفارسية: محمودآباد) هي مدينة تقع في محافظة مازندران شمال إيران. يقدر عدد سكانها بـ 27,561 نسمة .

## أعلام
- يحيى غلمحمدي